# La Renga
La Renga je argentinski hard rock sastav.

## Članovi
- Gustavo "Chizzo" Nápoli
- Gabriel "Tete" Iglesias
- Jorge "Tanque" Iglesias
- Manuel Varela.

## Diskografija
- Esquivando Charcos (1991.)
- A Donde Me Lleva la Vida... (1993.)
- Despedazado Por Mil Partes (1996.)
- La Renga (1998.)
- La Esquina Del Infinito (2000.)
- Detonador De Sueños (2003.)
- Truenotierra (2006.)
- Algún Rayo (2010.)

## Vanjske poveznice
- Službena stranica (šp.)